# Rachispoda colombiana
Rachispoda colombiana är en tvåvingeart som beskrevs av Wheeler 1995. Rachispoda colombiana ingår i släktet Rachispoda och familjen hoppflugor.
Artens utbredningsområde är Colombia. Inga underarter finns listade i Catalogue of Life.